# 英格斯冰场
英格斯冰场（David S. Ingalls Rink），也唤作鲸鱼（The Whale），是美國耶鲁大学的冰球馆。耶鲁校友，建筑师埃罗·沙里宁别出心裁的设计使这座建筑在业界有一定的影响。该场馆建于1950年代，耗资150万美元，远超出了最初的预算。它拥有3486个席位，顶部高度达23米。英格斯冰场以戴维·英格斯和他的儿子小英格斯的名字命名，两位都曾任耶鲁大学冰球队队长，英格斯家族也为场馆建设提供了大部分的资金赞助。

## 建筑结构
这座建筑独特的造型富有创造性，整体外型像鲸鱼，兼有东方传统建筑的风格。中间一条90多米长的弓形钢筋混凝土结构作为脊梁，向两边拉起钢索来支撑屋顶，构成了复杂的空间曲线曲面结构。复杂的曲线增加了结构设计计算以及施工的难度，张拉索膜结构体现了较高水平的现代科学技术。Fred N. Severud 任这个工程的结构工程师。

## 整修
英格斯冰场于1991年有过一次整修，耗资150万美元。
2007-08赛季后还将有一次大的整修，建设费用达2350万美元。